# Paso Blanco, Guanajuato
Paso Blanco är en ort i Mexiko.   Den ligger i kommunen Valle de Santiago och delstaten Guanajuato, i den centrala delen av landet, 260 km nordväst om huvudstaden Mexico City. Paso Blanco ligger 1 711 meter över havet och antalet invånare är 382.
Terrängen runt Paso Blanco är huvudsakligen platt, men åt sydväst är den kuperad. Runt Paso Blanco är det ganska tätbefolkat, med 166 invånare per kvadratkilometer. Närmaste större samhälle är Irapuato, 17,8 km norr om Paso Blanco. Trakten runt Paso Blanco består till största delen av jordbruksmark.